# Messe en ré majeur (Dvořák)
Pour les articles homonymes, voir Messe en ré majeur.
La messe en ré majeur (ou messe de Lužany) op. 86 est une œuvre de musique sacrée d'Antonín Dvořák pour chœur et orgue composée en 1887 (B. 153), puis adaptée dans sa version orchestrale finale en 1892 (B. 175).

## Création
La messe en ré majeur d'Antonín Dvořák répond à une commande de l'architecte tchèque Josef Hlávka pour la dédicace de sa chapelle construite en 1886,.
Dvořák en débute un brouillon le 26 mars 1887, et termine sa première version manuscrite avec accompagnement à l'orgue le 17 juin de la même année.
Le 11 septembre, Dvořák dirige la première représentation à Lužany (Bohême) dans la chapelle privée de Josef Hlávka,. Le chœur est composé d'environ 14 chanteurs, dont les épouses de Dvořák et Hlávka, et l'orgue est joué par Josef Klička (en).
Pour la première représentation en public à Plzeň le 15 avril 1888, Dvořák effectue à nouveau quelques corrections, mais ajoute surtout des parties pour violoncelles et contrebasses, pour compenser l'absence de pédalier sur les harmoniums du théâtre municipal. Cette version semble plaire à Dvořák qui décide de la garder en 1889 pour sa première à Prague et pour les trois suivantes à Plzeň, Prague et Olomouc, puis de la soumettre à l'éditeur anglais Novello. Cette version tombe cependant dans l'oubli, Novello préférant ne pas la publier en l'état.
Sur demande de son éditeur, Dvořák travaille alors sur une version orchestrale qu'il termine le 15 juin 1892, en parallèle d'ajustements sur les voix du chœur. Cette version, représentée pour la première fois le 11 mars 1893 à Londres, rencontre un grand succès en Angleterre. Reconnaissant lui-même les bénéfices de l'orchestration sur l'œuvre, Dvořák ne réentendra jamais la version pour orgue, qu'il affectionne aussi.

## Description
L’œuvre suit la structure de l'Ordinaire de la messe : Kyrie (Andante con moto), Gloria (Allegro vivace), Credo (Allegro ma non troppo), Sanctus (Allegro maestoso), Benedictus (Lento), Agnus Dei (Andante). Sa durée est d'environ 40 minutes.